# Trần Thị Hương Giang
Tran Thi Huong Giang (Hải Dương, 1987) è una modella vietnamita incoronata Miss Mondo Vietnam nel 2009.

## Biografia
Prima del concorso, Trần Thị Hương Giang ha studiato giornalismo all'università ed ha lavorato come modella professionista. Si è classificata al terzo posto a Miss Global Vietnam 2009, ed è stata finalista a Miss Vietnam 2006, dove si è classificata in top ten, e vincitrice di Miss Hai Duong 2006.
Huong Giang è stata scelta come rappresentante ufficiale del Vietnam a Miss Mondo 2009 che si è tenuto in Sudafrica, dove si è piazzata in Top 16, segnando il miglior piazzamento del Vietnam nella storia del concorso di Miss Mondo. Nel 2010, GlobalBeauties.com l'ha nominata terza donna vivente più sexy.